# Володимирська міська рада
Володи́мирська міська́ ра́да — адміністративно-територіальна одиниця та орган місцевого самоврядування у Волинській області. Адміністративний центр — місто Володимир.

## Загальні відомості
- Територія ради: 17 км²
- Населення ради: 38 995 осіб (станом на 1 серпня 2015 року)[1]
- Територією ради протікає річка Луга.

## Населені пункти
Міській раді підпорядковані населені пункти:
- м. Володимир

## Склад ради
Рада складається з 34 депутатів та голови.
- Голова ради: Пальонка Ігор Анатолійович
- Секретар ради: Юхимюк Іван Михайлович

### Керівний склад попередніх скликань
| ПІБ                     | Основні відомості                                                                                               | Дата обрання | Дата звільнення |
| ----------------------- | --- | ------------ | --------------- |
| Саганюк Петро Данилович | Міський голова, 1950 року народження, освіта вища, член Всеукраїнського об'єднання «Батьківщина»                | 26.03.2006   | 31.10.2010      |
| Саганюк Петро Данилович | Міський голова, 1950 року народження, освіта вища, безпартійний, від політичної партії «Сильна Україна»         | 31.10.2010   | 25.10.2015      |
| Саганюк Петро Данилович | Міський голова, 1950 року народження, освіта вища, безпартійний, від партії Блок Петра Порошенка «Солідарність» | 25.10.2015   |                 |

Примітка: таблиця складена за даними сайту Верховної Ради України та ЦВК

### Депутати VII скликання
За результатами місцевих виборів 2015 року депутатами ради стали:

#### За суб'єктами висування
| Суб'єкт висування                                          | Кількість обраних депутатів | %     |
| ---------------------------------------------------------- | --------------------------- | ----- |
| Партія Блок Петра Порошенка «Солідарність»                 | 8                           | 23.53 |
| Політична партія «Об'єднання „Самопоміч“»                  | 7                           | 20.59 |
| Політична партія «Українське Об'єднання патріотів — УКРОП» | 5                           | 14.71 |
| Політична партія Всеукраїнське об'єднання «Батьківщина»    | 5                           | 14.71 |
| Політична партія «Наш край»                                | 4                           | 11.76 |
| Політична партія Всеукраїнське об'єднання «Свобода»        | 3                           | 8.82  |
| Радикальна партія Олега Ляшка                              | 2                           | 5.88  |

#### За округами
| № округу                                                   | Прізвище, ім'я, по батькові    | Дата нар.  | Освіта              | Партійна приналежність                                           | Відомості |
| ---------------------------------------------------------- | ------------------------------ | ---------- | ------------------- | ---------------------------------------------------------------- | --- |
| ПАРТІЯ "БЛОК ПЕТРА ПОРОШЕНКА «СОЛІДАРНІСТЬ»                |                                |            |                     |                                                                  | |
| пк                                                         | Саганюк Петро Данилович        | 08.03.1950 | вища                | безпартійний                                                     | Володимир-Волинська міська рада, міський голова                                                                           |
| 19                                                         | Цаль-Цалко Григорій Адамович   | 15.06.1980 | вища                | безпартійний                                                     | Володимир-Волинська районна виконавча дирекція Фонду соціального страхування з тимчасової втрати працездатності, директор |
| 12                                                         | Замрига Надія Миколаївна       | 01.12.1975 | вища                | безпартійна                                                      | Володимир-Волинська газета «Рідне місто Володимир», редактор                                                              |
| 31                                                         | Вірковський Валентин Петрович  | 28.06.1959 | вища                | безпартійний                                                     | Володимир-волинська спеціалізована школа-інтернат І-ІІІ ст. «Центр освіти та соціально-педагогічної підтримки», директор  |
| 10                                                         | Василюк Вадим Микитович        | 24.08.1972 | вища                | безпартійний                                                     | Фізична особа-підприємець                                                                                                 |
| 2                                                          | Савельєв Микола Григорович     | 18.08.1971 | вища                | безпартійний                                                     | ВКНЗ «Володимир-Волинський педагогічний коледж ім. А. Ю. Кримського», директор                                            |
| 25                                                         | Принда Андрій Петрович         | 01.06.1972 | вища                | безпартійний                                                     | Фізична особа-підприємець                                                                                                 |
| 17                                                         | Матвійчук Ярослав Анатолійович | 01.05.1983 | вища                | член ПАРТІЇ "БЛОК ПЕТРА ПОРОШЕНКА «СОЛІДАРНІСТЬ»                 | Володимир-Волинський міськрайонний центр зайнятості, заступник директора                                                  |
| Політична партія "Об'єднання «САМОПОМІЧ»                   |                                |            |                     |                                                                  | |
| пк                                                         | Зінкевич Костянтин Миколайович | 08.11.1970 | вища                | член Політичної партії "Об'єднання «САМОПОМІЧ»                   | фізична особа-підприємець                                                                                                 |
| 17                                                         | Жук Ярослав Іванович           | 01.09.1957 | вища                | безпартійний                                                     | ПТМ Володимир-Волинськ «Теплокомун-Енерго», головний інженер                                                              |
| 12                                                         | Андрощук Микола Олександрович  | 06.01.1979 | вища                | безпартійний                                                     | 14 ОМБР, заступник начальника штабу ВЧ А1008                                                                              |
| 18                                                         | Литвин Сергій Анатолійович     | 14.04.1986 | вища                | безпартійний                                                     | Володимир-Волинське територіальне медичне об'єднання, лікар-хірург                                                        |
| 30                                                         | Панасюк Олексій Вікторович     | 30.09.1976 | вища                | член Політичної партії "Об'єднання «САМОПОМІЧ»                   | фізична особа-підприємець                                                                                                 |
| 32                                                         | Венгер Олег Миколайович        | 03.11.1981 | вища                | безпартійний                                                     | ТОВ «Венгер», фінансовий директор                                                                                         |
| 31                                                         | Мацюк Ігор Миколайович         | 25.01.1970 | вища                | безпартійний                                                     | Дитяча художня школа, викладач спеціальних дисциплін                                                                      |
| політична партія Всеукраїнське об'єднання «Батьківщина»    |                                |            |                     |                                                                  | |
| пк                                                         | Ковальчук Олег Антонович       | 04.08.1963 | вища                | член політичної партії Всеукраїнське об'єднання «Батьківщина»    | Володимир-Волинський агротехнічний коледж, завідувач відділення                                                           |
| 7                                                          | Дмитрук Леонтій Іванович       | 10.06.1952 | вища                | член політичної партії Всеукраїнське об'єднання «Батьківщина»    | фізична особа-підприємець                                                                                                 |
| 23                                                         | Шевчук Ігор Володимирович      | 27.03.1957 | вища                | член політичної партії Всеукраїнське об'єднання «Батьківщина»    | Володимир-Волинська територіальне медичне об'єднання, лікар терапевт                                                      |
| 14                                                         | Свідерський Олег Миколайович   | 30.11.1983 | вища                | член політичної партії Всеукраїнське об'єднання «Батьківщина»    | Володимир-Волинська міська рада, секретар міської ради                                                                    |
| 5                                                          | Гранат Сергій Євгенович        | 12.06.1967 | вища                | член політичної партії Всеукраїнське об'єднання «Батьківщина»    | Володимир-Волинський агротехнічний коледж, викладач вищої категорії                                                       |
| ПОЛІТИЧНА ПАРТІЯ «УКРАЇНСЬКЕ ОБ'ЄДНАННЯ ПАТРІОТІВ — УКРОП» |                                |            |                     |                                                                  | |
| пк                                                         | Радкевич Сергій Леонідович     | 16.03.1968 | вища                | член ПОЛІТИЧНОЇ ПАРТІЇ «УКРАЇНСЬКЕ ОБ'ЄДНАННЯ ПАТРІОТІВ — УКРОП» | Приватне підприємство «Грандбуд-Волинь», директор                                                                         |
| 6                                                          | Сьомак Сергій Васильович       | 14.09.1980 | вища                | безпартійний                                                     | Приватне акціонерне товариство «Волиньгаз», начальник управління по постачанню та організації обліку газу                 |
| 8                                                          | Федонюк Світлана Дмитрівна     | 26.11.1975 | вища                | безпартійна                                                      | Комунальне підприємство «Прес-центр Кузніцовської міської ради», директор                                                 |
| 5                                                          | Олексюк Валерій Володимирович  | 01.03.1957 | професійно-технічна | безпартійний                                                     | Фізична особа-підприємець                                                                                                 |
| 33                                                         | Сусік Василь Михайлович        | 17.09.1958 | вища                | безпартійний                                                     | пенсіонер |
| Політична партія «Наш край»                                |                                |            |                     |                                                                  | |
| пк                                                         | Борбелюк Олег Васильович       | 03.03.1966 | вища                | безпартійний                                                     | ТОВАРИСТВО З ОБМЕЖЕНОЮ ВІДПОВІДАЛЬНІСТЮ «ГЕРБОР ХОЛДИНГ», генеральний директор                                            |
| 1                                                          | Клим'юк Максим Сергійович      | 26.09.1983 | вища                | безпартійний                                                     | ТОВАРИСТВО З ОБМЕЖЕНОЮ ВІДПОВІДАЛЬНІСТЮ "ГЕРБОР ХОЛДИНГ, директор по постачанню                                           |
| 33                                                         | Горошкевич Роман Володимирович | 27.02.1987 | вища                | безпартійний                                                     | Володимир-Волинська школа -інтернат для дітей-сиріт, вчитель фізичного виховання                                          |
| 6                                                          | Мороз Руслан Андрійович        | 13.02.1968 | вища                | безпартійний                                                     | МКЦ «МЕТЕЛЕК», директор                                                                                                   |
| політична партія Всеукраїнське об'єднання «Свобода»        |                                |            |                     |                                                                  | |
| пк                                                         | Коба Сергій Анатолійович       | 26.07.1979 | вища                | член політичної партії Всеукраїнське об'єднання «Свобода»        | Приватний Підприємець |
| 24                                                         | Хілінський Андрій Георгійович  | 16.04.1983 | вища                | член політичної партії Всеукраїнське об'єднання «Свобода»        | РБК, художній керівник |
| 27                                                         | Мельник Ірина Іванівна         | 01.04.1951 | вища                | член політичної партії Всеукраїнське об'єднання «Свобода»        | Приватний Підприємець |
| Радикальна партія Олега Ляшка                              |                                |            |                     |                                                                  | |
| пк                                                         | Барщевський Сергій Михайлович  | 29.10.1987 | середня спеціальна  | член Радикальної партії Олега Ляшка                              | ПП «Юнітал», будівельник                                                                                                  |
| 32                                                         | Заєць Володимир Володимирович  | 21.07.1966 | середня спеціальна  | безпартійний                                                     | Тимчасово не працює |

### Депутати VI скликання
За результатами місцевих виборів 2010 року депутатами ради стали:

#### За суб'єктами висування
| Суб'єкт висування                                       | Кількість обраних депутатів | %    |
| ------------------------------------------------------- | --------------------------- | ---- |
| Політична партія Всеукраїнське об'єднання «Батьківщина» | 10                          | 27,8 |
| Політична партія «Сильна Україна»                       | 6                           | 16,7 |
| Партія регіонів                                         | 4                           | 11,1 |
| Політична партія Всеукраїнське об'єднання «Свобода»     | 4                           | 11,1 |
| Політична партія «Наша Україна»                         | 4                           | 11,1 |
| Народна Партія                                          | 3                           | 8,3  |
| Політична партія «Фронт Змін»                           | 3                           | 8,3  |
| Партія «Справедливість»                                 | 1                           | 2,8  |
| Політична партія «Молода Україна»                       | 1                           | 2,8  |

#### За округами
| № округу                                                | Прізвище, ім'я, по батькові           | Дата визнання обраним | Освіта             | Партійна приналежність                        | Відомості про обраного депутата                                                                                           |
| ------------------------------------------------------- | ------------------------------------- | --------------------- | ------------------ | --------------------------------------------- | --- |
| Народна Партія                                          |                                       |                       |                    |                                               | |
| б/м                                                     | Поліщук Ігор Анатолійович             | 12.11.2010            | вища               | член Народної партії                          | ВКНЗ «Володимир-Волинський педколедж ім. А. Ю. Кримського», практичний психолог, викладач соціально-економічних дисциплін |
| 2                                                       | Савельєв Микола Григорович            | 02.11.2010            | вища               | член Народної партії                          | педагогічний коледж, директор                                                                                             |
| 15                                                      | Вяльцева Лариса Степанівна            | 02.11.2010            | вища               | член Народної партії                          | ДНЗ № 7, директор |
| Партія регіонів                                         |                                       |                       |                    |                                               | |
| б/м                                                     | Данилишин Іван Володимирович          | 02.11.2010            | вища               | член Партії регіонів                          | Міська організація ПР Обласна організація ПР Міськрайонна організація Ветеранів України                                   |
| б/м                                                     | Голигін Віталій Володимирович         | 02.11.2010            | вища               | член Партії регіонів                          | міська організація ПР, заступник голови, Член виконкому ради                                                              |
| 7                                                       | Омельчук Іван Адамович                | 10.01.2011            | вища               | член Партії регіонів                          | Володимир-Волинська міськрайонна організація ветеранів Афганістану, голова                                                |
| 8                                                       | Смоляр Володимир Анатолійович         | 02.11.2010            | вища               | позапартійний                                 | Вище професійне училище, директор                                                                                         |
| Партія «Справедливість»                                 |                                       |                       |                    |                                               | |
| б/м                                                     | Сорока Анатолій Олексійович           | 02.11.2010            | вища               | позапартійний                                 | Володимир-Волинський молодіжний центр розвитку Волинської промисловості, голова правління                                 |
| Політична партія Всеукраїнське об'єднання «Батьківщина» |                                       |                       |                    |                                               | |
| б/м                                                     | Ковальчук Олег Антонович              | 02.11.2010            | вища               | член Всеукраїнського об'єднання «Батьківщина» | Володимир-Волинський аграрно-технічний коледж, викладач соціальних дисциплін                                              |
| б/м                                                     | Цикалюк Надія Михайлівна              | 02.11.2010            | вища               | член Всеукраїнського об'єднання «Батьківщина» | підприємець |
| б/м                                                     | Матусевич Микола Володимирович        | 02.11.2010            | вища               | член Всеукраїнського об'єднання «Батьківщина» | Володимир-Волинська міська рада, секретар міської ради- заступник міського голови                                         |
| б/м                                                     | Лещук Олександр Анатолійович          | 02.11.2010            | середня спеціальна | член Всеукраїнського об'єднання «Батьківщина» | Володимир-Волинський центр позашкільної освіти, керівник духового оркестру                                                |
| 3                                                       | Гранат Сергій Євгенович               | 02.11.2010            | вища               | член Всеукраїнського об'єднання «Батьківщина» | Агротехнічний коледж, викладач                                                                                            |
| 4                                                       | Дмитрук Леонтій Іванович              | 02.11.2010            | вища               | член Всеукраїнського об'єднання «Батьківщина» | приватний підприємець |
| 5                                                       | Василюк Вадим Микитович               | 02.11.2010            | вища               | член Всеукраїнського об'єднання «Батьківщина» | приватний підприємець |
| 6                                                       | Свідерський Олег Миколайович          | 02.11.2010            | вища               | член Всеукраїнського об'єднання «Батьківщина» | філія «Бюро технічної інвентаризації», керуючий                                                                           |
| 12                                                      | Шевчук Ігор Володимирович             | 02.11.2010            | вища               | член Всеукраїнського об'єднання «Батьківщина» | ЦРЛ, сімейний лікар |
| 17                                                      | Мацюк Ігор Миколайович                | 02.11.2010            | вища               | позапартійний                                 | художня школа, викладач                                                                                                   |
| Політична партія Всеукраїнське об'єднання «Свобода»     |                                       |                       |                    |                                               | |
| б/м                                                     | Коба Сергій Анатолійович              | 02.11.2010            | вища               | член Всеукраїнського об'єднання «Свобода»     | ВАТ «Володимир-Волинський завод продтоварів» ТзОВ «ЗК», голова правління                                                  |
| б/м                                                     | Пилип'юк Руслан Леонідович            | 02.11.2010            | вища               | член Всеукраїнського об'єднання «Свобода»     | ВАТ «Володимир-цукор», фільтрувальник                                                                                     |
| 10                                                      | Стольницький Микола Петрович          | 02.11.2010            | середня спеціальна | член Всеукраїнського об'єднання «Свобода»     | УВКГ, столяр |
| 14                                                      | Мельник Ірина Іванівна                | 02.11.2010            | вища               | член Всеукраїнського об'єднання «Свобода»     | підприємець, лікар-стоматолог                                                                                             |
| Політична партія «Молода Україна»                       |                                       |                       |                    |                                               | |
| 1                                                       | Подзізей Ігор Богданович              | 02.11.2010            | вища               | член політичної партії «Молода Україна»       | загальноосвітня школа № 1, директор                                                                                       |
| Політична партія «Наша Україна»                         |                                       |                       |                    |                                               | |
| б/м                                                     | Чайковська-Тарликова Віра Анатоліївна | 02.11.2010            | вища               | член Політичної партії «Наша Україна»         | ТзОВ ВТП «Фенікс», генеральний директор                                                                                   |
| б/м                                                     | Удуд Микола Андрійович                | 02.11.2010            | вища               | позапартійний                                 | собор, настоятель |
| 11                                                      | Матусевич Наталія Миколаївна          | 02.11.2010            | вища               | член Політичної партії «Наша Україна»         | Агротехнічний коледж, завідувач відділення                                                                                |
| 18                                                      | Сусік Василь Михайлович               | 02.11.2010            | вища               | позапартійний                                 | тимчасово не працює |
| Політична партія «Сильна Україна»                       |                                       |                       |                    |                                               | |
| б/м                                                     | Зінкевич Валерій Олексійович          | 02.11.2010            | вища               | член Політичної партії «Сильна Україна»       | підприємець |
| б/м                                                     | Мороз Руслан Андрійович               | 02.11.2010            | вища               | член Політичної партії «Сильна Україна»       | мистецько-культурний центр «Металик», генеральний директор                                                                |
| б/м                                                     | Стольницька Мирослава Михайлівна      | 02.11.2010            | вища               | член Політичної партії «Сильна Україна»       | Володимир-Волинська гімназія, заступник директора з методичної роботи                                                     |
| б/м                                                     | Клим'юк Максим Сергійович             | 02.11.2010            | вища               | член Політичної партії «Сильна Україна»       | ТзОВ «БРВ-Україна», начальник відділу постачання                                                                          |
| б/м                                                     | Мельник Олег Пилипович                | 02.11.2010            | вища               | член Політичної партії «Сильна Україна»       | ПАТ ВТБ Банк, директор відділення                                                                                         |
| 16                                                      | Кореневський Анатолій Антонович       | 02.11.2010            | вища               | позапартійний                                 | загальноосвітня школа № 5, директор                                                                                       |
| Політична партія «Фронт Змін»                           |                                       |                       |                    |                                               | |
| б/м                                                     | Ткачук Олександр Віталійович          | 02.11.2010            | вища               | член Політичної партії «Фронт Змін»           | підприємець |
| 9                                                       | Білик Богдан Григорович               | 02.11.2010            | вища               | член Політичної партії «Фронт Змін»           | загальноосвітня школа № 2, завуч                                                                                          |
| 13                                                      | Верко Володимир Леонідович            | 02.11.2010            | вища               | член Політичної партії «Фронт Змін»           | ЦРЛ, лікар |